# Hans Freudenthal

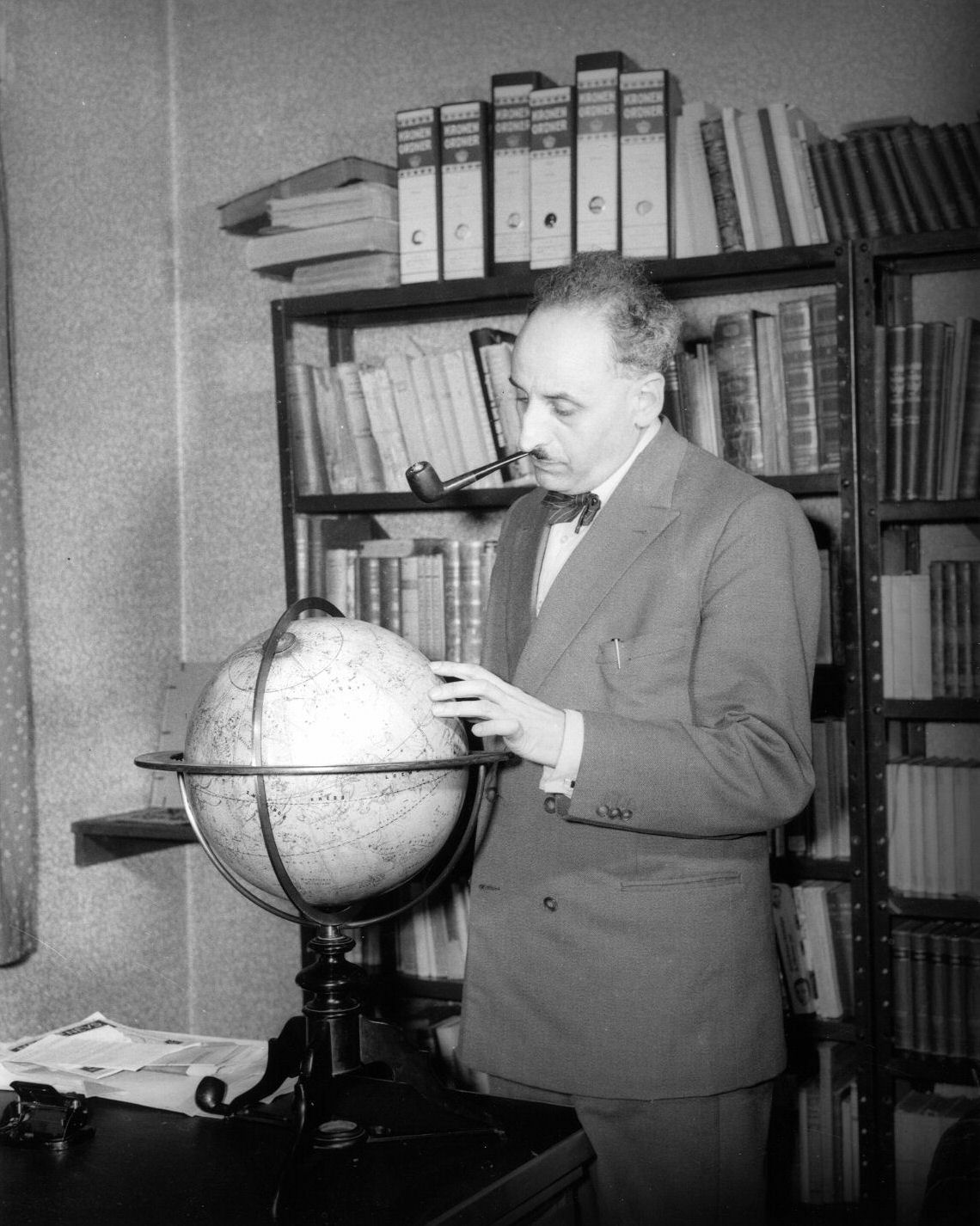
Hans Freudenthal, 1957

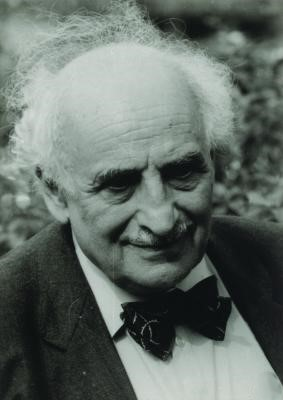
Hans Freudenthal 1983

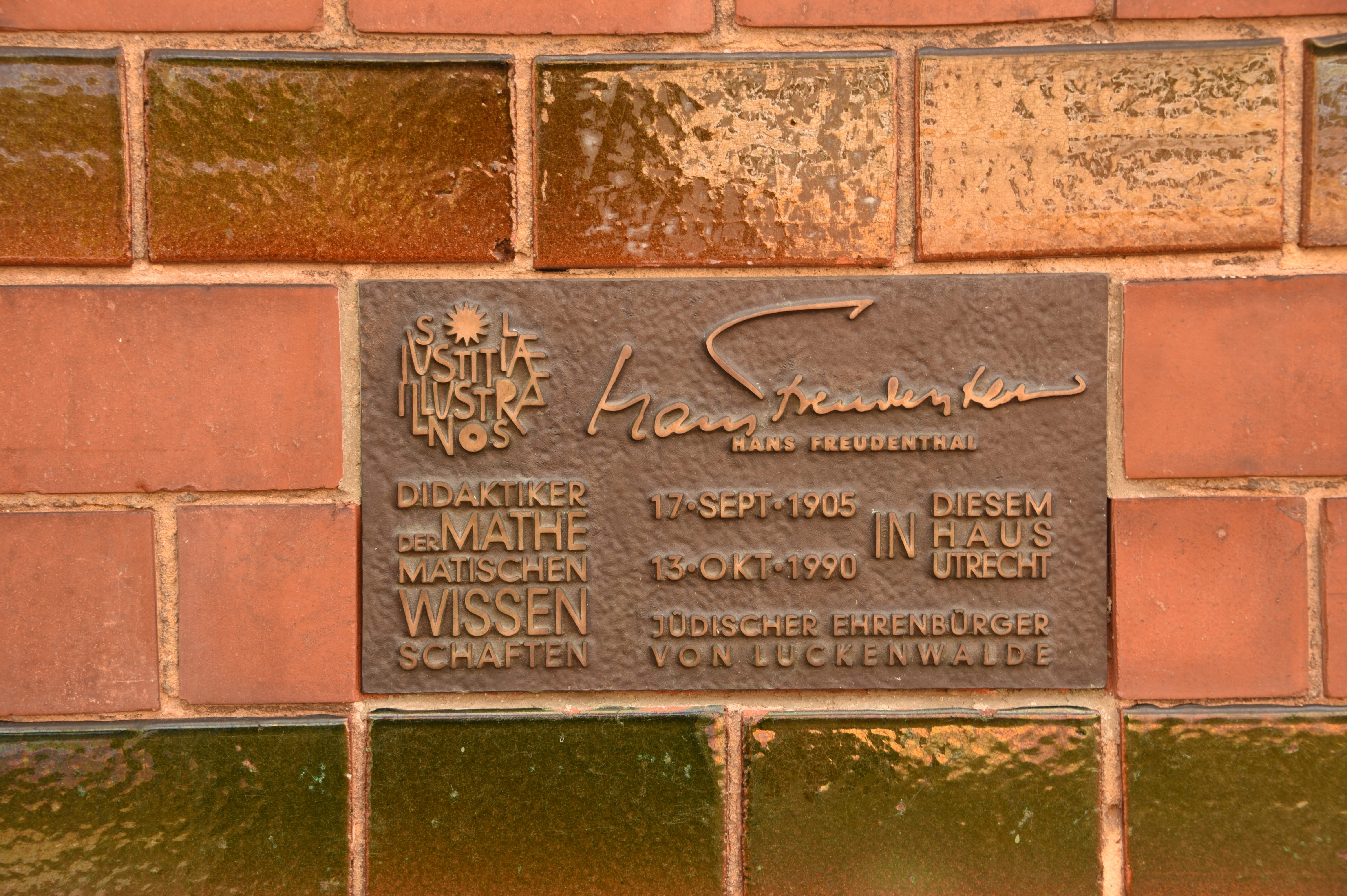
Gedenktafel in Luckenwalde

Hans Freudenthal (* 17. September 1905 in Luckenwalde; † 13. Oktober 1990 in Utrecht) war ein deutsch-niederländischer Mathematiker, Mathematik- und Wissenschaftsdidaktiker.

## Leben
Sein Vater Joseph Freudenthal (1879–1967, geb. in Tann (Rhön), 1939 zum Sohn nach Amsterdam, Anfang 1943 deportiert nach Westerbork) war der Religionslehrer der kleinen jüdischen Gemeinde in Luckenwalde. In einer seltenen Ausnahme entkam er 1944 mit der zweiten Frau Meta Amalie (* 1900) und Tochter Toni aus dem KZ Bergen-Belsen im Austausch gegen deutsche Internierte nach Palästina. Hans besuchte das Gymnasium in Luckenwalde, bevor er 1923 an der Universität Berlin ein Mathematik- und Physikstudium begann. 1927 studierte er ein Sommersemester an der Sorbonne in Paris. 1930 wurde er bei dem Topologen Heinz Hopf in Berlin Über die Enden topologischer Räume und Gruppen promoviert. Er nahm eine Assistentenstelle bei L. E. J. Brouwer an, den er 1927 bei einem Gastvortrag in Berlin kennengelernt hatte, und ging nach Amsterdam. Schon ein Jahr später habilitierte er sich mit seiner Arbeit über Qualität und Quantität in der Mathematik an der Universität Berlin.
Am 20. Juli 1932 heiratete er in Amsterdam die Germanistin und Pädagogin Suus Lutter, mit der er vier Kinder hatte.
1937 veröffentlichte er seine berühmten Suspensions-Theoreme, (Einhängungstheoreme) für topologische Räume. Außerdem arbeitete er in den 1930er Jahren über die Topologie halbeinfacher reeller Liegruppen. Er vertrat freie Professuren, wurde aber noch nicht berufen.
Von der deutschen Besatzungsmacht wurde er 1941 aus dem Universitätsdienst in Amsterdam entlassen, erhielt aber weiter ein reduziertes Gehalt. 1943 wurde der Asthmatiker in ein Arbeitslager bei Havelte in den Niederlanden deportiert. 1944 gelang ihm mit Unterstützung seiner Frau die Flucht aus dem Lager, und er versteckte sich in Amsterdam.
Nach der Befreiung 1945 arbeitete er wieder als Privatdozent an der Universität Amsterdam. Von 1946 bis 1975 hatte er einen Lehrstuhl für Mathematik an der Universität Utrecht inne, wo er 1963/64 als Rektor amtierte. Unter dem Einfluss seiner Frau, einer Anhängerin von Peter Petersen und der Förderin des Jena-Plans in den Niederlanden, beschäftigte Freudenthal sich auch mit Wissenschaftsdidaktik. 1971 gründete er das IOWO (Instituut voor de Ontwikkeling van het Wiskunde Onderwijs) in Utrecht, dem er auch als Direktor bis 1976 vorstand. 1991 wurde das IOWO in „Freudenthal Institute“ umbenannt.

## Werk
Freudenthal interessierte sich für Mathematikgeschichte und verfasste mehrere Artikel für das Dictionary of Scientific Biography. Er beschäftigte sich unter anderem mit der Geschichte der Axiomatisierung der Geometrie durch David Hilbert und mit Gottfried Wilhelm Leibniz. Auch gab er die Gesammelten Werke seines Lehrers L. E. J. Brouwer heraus.
Er schrieb ein Buch über die Einführung der Wahrscheinlichkeitsrechnung, über mathematische Logik und die Konstruktion der Sprache Lincos, die ganz auf mathematischer Basis beruhend die Kommunikation mit Außerirdischen ermöglichen soll (1957–1960). In mathematischer Logik arbeitete er auch über Intuitionistische Logik, dem Lieblingskind seines Mentors Brouwer. In der Geometrie forschte er über das Riemann-Helmholtzsche Raumproblem. Ein weiteres Thema war die gruppentheoretische Struktur der Geometrie, auch arbeitete er über die geometrische Rolle der Algebra der Oktonionen (Zur ebenen Oktavengeometrie, Proc. Kon. Akad. Wet. Amsterdam A 56, 1953, S. 195–200) und exzeptionelle Jordan-Algebren. Freudenthal initiierte 1972 die Gründung der der Geometrie gewidmeten Zeitschrift Geometriae Dedicata.
Er übte nachhaltigen Einfluss auf die Mathematikdidaktik aus, verhinderte seit den späten 1950er Jahren die Einführung der Neuen Mathematik in den Niederlanden, die in Deutschland durch die Mengenlehre bekannt wurde, und begründete die Schule der Realistischen Mathematischen Erziehung. Freudenthal war 1967 bis 1970 Präsident der International Commission on Mathematical Instruction  (ICMI), auf seine Initiative ging der erste International Congress on Mathematical Education (ICME) 1969 in Lyon zurück. Er war 1968 einer der Gründer der Zeitschrift Educational Studies in Mathematics, die didaktische Fragen in den Mittelpunkt stellte. Er unterstützte psychologische Studien zum Mathematiklernen, wozu er die Gruppe PME (International Group for the Psychology of Mathematics Education) auf dem ICME 3 in Karlsruhe einrichtete. Ihren ersten Kongress organisierte Freudenthal 1976 in Utrecht.
Zu seinen Doktoranden gehören Johannes Jisse Duistermaat, Arnoud van Rooij und Willem Titus van Est.

## Ehrungen
Am 1. Dezember 2006 gründete die Universität Utrecht das Freudenthal Institute for science and mathematics education (FIsme).
In der Bibliothek der Otto-von-Guericke-Universität Magdeburg steht sein wissenschaftlicher Nachlass in der Freudenthal-Sammlung.
Anlässlich seines 85. Geburtstages ernannte die Stadt Luckenwalde Hans Freudenthal zum Ehrenbürger.
1962 war er Invited Speaker auf dem Internationalen Mathematikerkongress in Stockholm (Real types and real representations of semi-simple Lie algebras), 1983 in Warschau (The implicit philosophy of mathematics history and education).
Die Hans Freudenthal Medal der International Commission on Mathematical Instruction (ICMI) wurde ihm zu Ehren benannt.
Marvin Minsky widmete ihm seine Arbeit „Communication with Alien Intelligence“.
Am 4. August 2001 wurde der Asteroid (9689) Freudenthal nach ihm benannt.

## Bibliographie
Von der Mathematikdidaktik handeln die folgenden Schriften (es ist davon auszugehen, dass deutsche, niederländische, englische, vielleicht auch französische Ausgaben von ihm selbst hergestellt, zumindest aber bearbeitet worden sind und somit als gleichberechtigte Originale, nicht als Übersetzungen anzusehen sind).
- mit Tatjana Ehrenfest-Afanassjewa: Kan het wiskundeonderwijs tot de opvoeding van het denkvermogen bijdragen? 1951.
- Mathematics as an educational task (1973), dt. Mathematik als pädagogische Aufgabe, 2 Bände Klett (1973, 1977)
- Weeding and sowing: preface to a science of mathematical education (1978), Vorrede zu einer Wissenschaft vom Mathematikunterricht Oldenbourg (1978)
- Didactische fenomenologie van wiskundige grondbegrippen (1979)
- Méthodes et méthodologie dans les recherches didactiques (1980)
- Didactical phenomenology of mathematical structures (1983), holl. Didactische fenomenologie van wiskundige structuren (1984)
- Appels en peren/wiskunde en psychologie: gebundelde opstellen (1984)
- Revisiting mathematics education: China lectures (1991)

Weitere Beiträge:
- Mathematik in Wissenschaft und Alltag, Kindler Universitätsbibliothek 1968
- Wahrscheinlichkeit und mathematische Statistik, Oldenbourg, 4. Aufl., 1981
- Raumtheorie, Wissenschaftliche Buchgesellschaft Darmstadt 1978
- Einführung in die Sprache der Logik. 3. Auflage. Oldenbourg 1975
- Linear Lie groups 1969
- Lincos – design of a language of cosmic intercourse, Amsterdam 1960
- Beiträge in Behnke, Fladt, Süssmann, Bachmann Hrsg. Grundzüge der Mathematik 1960 (Funktionen, Geometrie – eine phänomenologische Diskussion, Gruppentheorie und Geometrie)

Mathematische Arbeiten:
- Über die Enden topologischer Räume und Gruppen. Math. Z. 33 (1931), no. 1, 692–713.
- Neuaufbau der Endentheorie. Ann. of Math. (2) 43, (1942). 261–279.
- Über die Enden diskreter Räume und Gruppen. Comment. Math. Helv. 17, 1945.
- Beziehungen der E7 und E8 zur Oktavenebene. I, II Nederl. Akad. Wetensch. Proc. Ser. A. 57 = Indagationes Math. 16, (1954). 218–230, 363–368.
- La topologie dans les fondements de la géometrie. Proceedings of the International Congress of Mathematicians, 1954, Amsterdam, vol. III, S. 178–184. Erven P. Noordhoff N.V., Groningen; North-Holland Publishing Co., Amsterdam, 1956.